# Потанино (Ленинградская область)
Пота́нино — деревня в Волховском районе Ленинградской области. Административный центр Потанинского сельского поселения.

## История
На карте Санкт-Петербургской губернии Ф. Ф. Шуберта 1834 года упоминается деревня Подбережье, состоящая из 22 крестьянских дворов.

ПОДБЕРЕЖЬЕ — деревня принадлежит Казённому ведомству, число жителей по ревизии: 63 м. п., 65 ж. п. (1838 год)

Деревня Подбережье из 22 дворов отмечена и на карте Ф. Ф. Шуберта 1844 года.

ПОДБЕРЕЖЬЕ — деревня Ведомства государственного имущества, по просёлочной дороге, число дворов — 25, число душ — 63 м. п. (1856 год)

ПОДБЕРЕЖЬЕ — деревня казённая при реке Вороновке, число дворов — 26, число жителей: 59 м. п., 68 ж. п. (1862 год)

Согласно карте из «Исторического атласа Санкт-Петербургской Губернии» 1863 года деревня называлась Побережье.
Сборник Центрального статистического комитета описывал её так:

ПОДБЕРЕЖЬЕ — деревня бывшая государственная при речке Воронежке, дворов — 31, жителей — 172; лавка. (1885 год)

Согласно епархиальным сведениям 1899 года деревня относилась к приходу церкви Рождества Богородицы Вороновского погоста.
В конце XIX — начале XX века деревня административно относилась к Шахновской волости 3-го стана Новоладожского уезда Санкт-Петербургской губернии.
По данным «Памятной книжки Санкт-Петербургской губернии» за 1905 год деревня Подбережье входила в состав Самушинского сельского общества.
С 1917 года деревня учитывается областными административными данными, как деревня Колядина в составе Самушкинского сельсовета Шахновской волости Новоладожского уезда.
Согласно изданной в 1922 году карте Петербургской губернии деревня называлась Набережье.
С 1923 года в составе Пашской волости Волховского уезда.
С 1924 года в составе Подбережского сельсовета, его административный центр.
С 1927 года в составе Пашского района.
По данным 1933 года деревня Подбережье являлась административным центром Подбережского сельсовета Пашского района, в который входили 11 населённых пунктов, деревни: Весь, Весь За Ручьями, Колядино, Лужниково, Медведево, Овкулово, Подбережье, Самушкино, Щекшино, Щелтово и село Вороново-Погост, общей численностью населения 1477 человек.
По данным 1936 года в состав Подбережского сельсовета входили 8 населённых пунктов, 249 хозяйств и 4 колхоза.
С 1 января 1939 года деревня Колядина учитывается областными административными данными как деревня Потанино.

Деревня Подбережье на карте 1940 года

С 1955 года в составе Новоладожского района.
С 1960 года в составе Потанинского сельсовета.
В 1961 году население деревни составляло 185 человек.
С 1963 года в составе Волховского района.
По данным 1966 и 1973 годов деревня Потанино являлась административным центром Потанинского сельсовета Волховского района.
По данным 1990 года деревня Потанино являлась административным центром Потанинского сельсовета, в который входили 16 населённых пунктов, общей численностью населения 1511 человек. В самой деревне проживали 1059 человек.
В 1997 году в деревне Потанино Потанинской волости проживали 1084 человека, в 2002 году — 984 человека (русские — 98 %).
С 1 января 2006 года в соответствии с областным законом № 56-оз от 6 сентября 2004 года «Об установлении границ и наделении соответствующим статусом муниципального образования Волховский муниципальный район и муниципальных образований в его составе» деревня Потанино является центром Потанинского сельского поселения.
В 2007 году в деревне Потанино Потанинского СП проживали 980 человек.

## География
Деревня расположена в северо-восточной части района на федеральной автодороге Р21 (E 105) «Кола» (Санкт-Петербург — Петрозаводск — Мурманск), в 4 км к северу от железнодорожной станции Юги на линии Волховстрой I — Лодейное Поле.
Расстояние до районного центра — 58 км.
Деревня находится на правом берегу реки Воронежка и её притока, реки Вяница.

## Демография
| 2002 | 2007 | 2010 | 2017 |
| ---- | ---- | ---- | ---- |
| 984  | ↘980 | ↘957 | ↘850 |

### Национальный состав
Согласно данным Всероссийской переписи населения 2021 года в деревне проживали 832 человека, из них:
 русские — 794, узбеки — 20, украинцы — 3, азербайджанцы — 2, таджики — 2, башкиры — 1, белорусы — 1, молдаване — 1, чеченцы — 1, чуваши — 1 человек, остальные национальность не указали.

## Улицы
Гуриновская, Молодёжная, Промышленная.